# Orbán Balázs (aljegyző)
Markosfalvi Orbán Balázs (Mezőpagocsa, 1873. szeptember 13. – ?) megyei aljegyző, gazdaszövetségi igazgató.

## Élete
Orbán Albert és szőkefalvi Nagy Rozália birtokosok fia. Tanulmányait előbb a nagyenyedi református Bethlen-kollégiumban, majd a marosvásárhelyi református főiskolában végezte 1892-ben. Jogi tanulmányait a budapesti egyetemen folytatta, melynek befejeztével ügyvédjelölt volt; 1897-ben Maros-Torda vármegye szolgálatába lépett mint közigazgatási gyakornok, csakhamar szolgabíróvá választották. 1898-ban IV. aljegyző, 1900-ban II. aljegyző, 1903-ban I. aljegyző lett. A községi közigazgatási tanfolyam előadója, a marosvásárhelyi vöröskereszt-egyletnek, a Bethlen Kata-egyletnek és az ottani újságírói körnek titkára volt.
Mint jogász több fővárosi és vidéki hirlapban politikai és társadalmi cikket írt Siculus álnév alatt. 1887-ben a Maros Vidékének belmunkatársa lett (cikkei: Havasalföld viszonya Erdély, illetve Magyarországhoz a XIX. századig, Magyarország politikai helyzete az Anjou-házból származott királyok alatt); a Székely Lapoknak is belmunkatársa és tárcaírója volt; ezen lapokban és a Marosvásárhelyben több társadalmi, politikai és szépirodalmi cikket, franciából fordított beszélyeket sat. közölt. Cikkei a Székely Lapokban (1899-1900. Az erdélyi nemzetiségekkel foglalkozó vezércikkek, 1899. 61. Petőfi, 95. sz. Tíz év, 1900. 18. Alkotmány és székely tanügy, 28. Belügyi költségvetés sat., 1903. 22. sz. Rákóczy); a Marosvásárhelyben (1899. 46. sz. Kossuth sat.).

## Munkái
- Vallásügyi igazgatás. Marosvásárhely, 1901. (Tankönyv a közigazgatási tanfolyam részére).
- Mult és jelen. Elbeszélések. Marosvásárhely, 1903.

Szerkesztette a Székely Lapok c. politikai napilapot 1898-tól Fenyvesy Somával együtt és a Maros-Torda vármegyei hivatalos lapot 1900-tól Marosvásárhelyt. (A hivatalos részén kívüli mellékletében a vármegyei gazdasági, közművelődési és társadalmi cikkeket is írta).